# Habenaria
Habenaria is een geslacht van ongeveer 700 soorten orchideeën uit de onderfamilie Orchidoideae. Het is een van de grootste orchideeëngeslachten.
Het zijn kruidachtige, terrestrische orchideeën. Ze zijn wereldwijd verspreid, zowel in tropische als in gematigde klimaatzones. Er is één Europese soort: Habenaria tridactylites.

## Naamgeving en etymologie
De botanische naam Habenaria is afgeleid van het Latijnse 'habena' (riem), een verwijzing naar de lange lintvormige slippen van de bloemlip.

## Kenmerken
Habenaria-soorten bezitten één of twee kleine of grotere eivormige wortelknollen en een opgerichte stengel tot 80 cm lang. De bladeren zijn lancetvormig tot ovaal en staan over de ganse lengte van de stengel of vormen een bladrozet.
De bloemen zijn vaak groen gekleurd met witte of gele accenten, maar enkele soorten hebben ook opvallende rode of roze bloemen. De zijdelingse kelkbladen staan wijd uitgespreid. Het bovenste kelkblad is hol en vormt samen met de bovenste kroonbladen een helm. De lip is drielobbig, de lobben zijn lintvormig uitgerekt. Er is een spoor aanwezig.
Het gynostemium is zeer complex; de stempel is duidelijk drielobbig, de twee pollinia bezitten beide een caudiculum en een viscidium.

## Verspreiding
Habenaria komt voor in Europa, India, Indonesië, Noord- en Zuid-Amerika, Afrika, Madagaskar, Japan, de Filipijnen en Australië.

## Taxonomie
Habenaria is in Europa, samen met de geslachten Gennaria en Herminium, een van de weinige vertegenwoordigers van de subtribus Habenariinae.
Het geslacht telt 600 tot 700 soorten. In Europa komt enkel Habenaria tridactylites Lindl. (1853) voor.

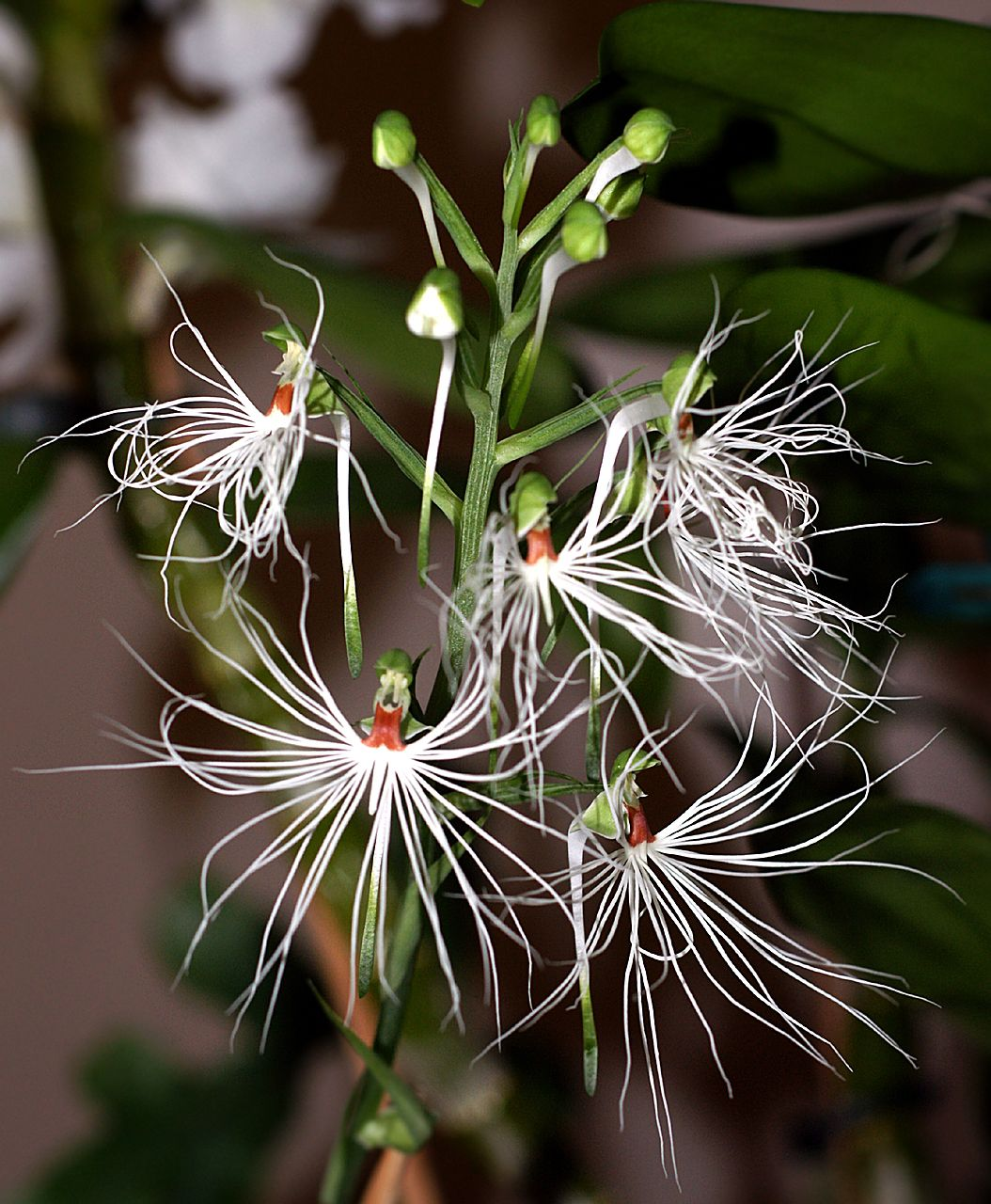
Habenaria medusa
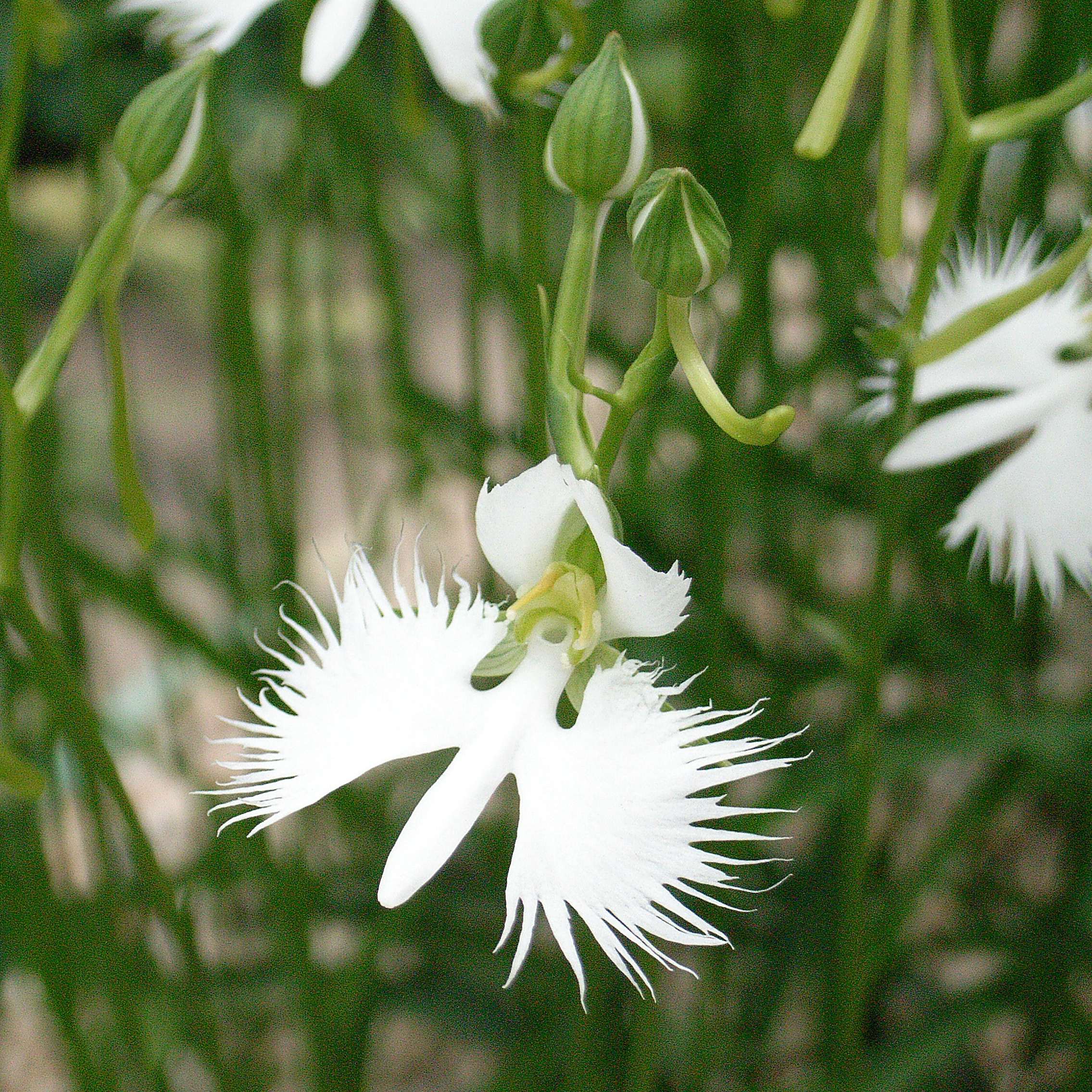
Habenaria radiata
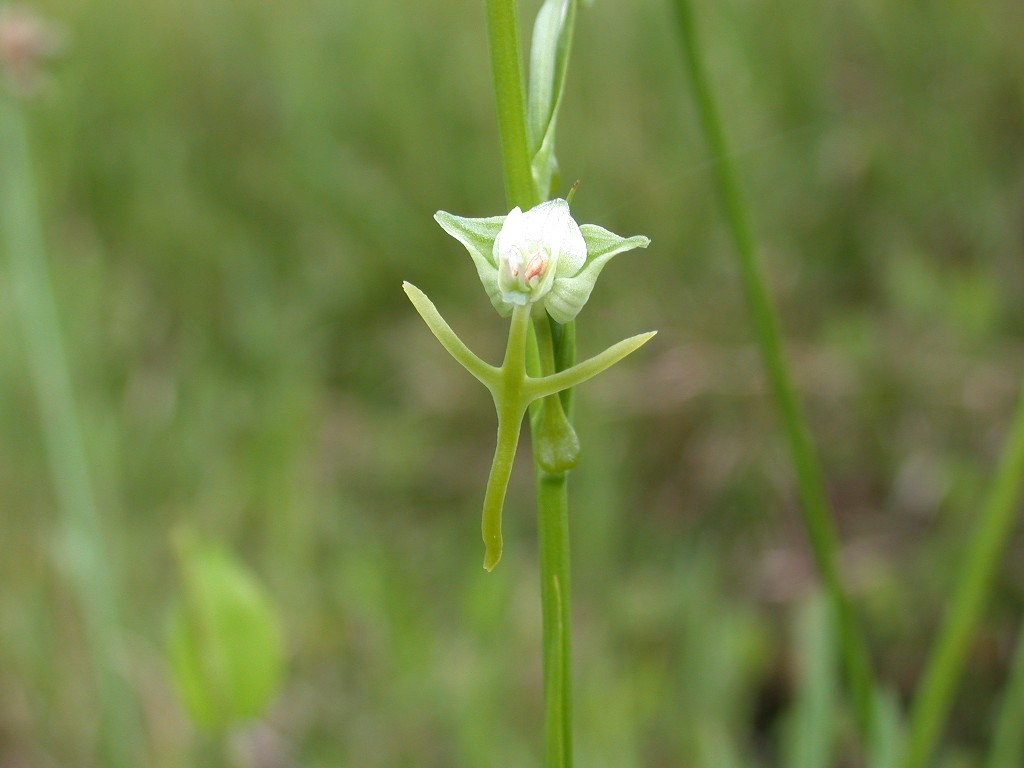
Habenaria sagittifera
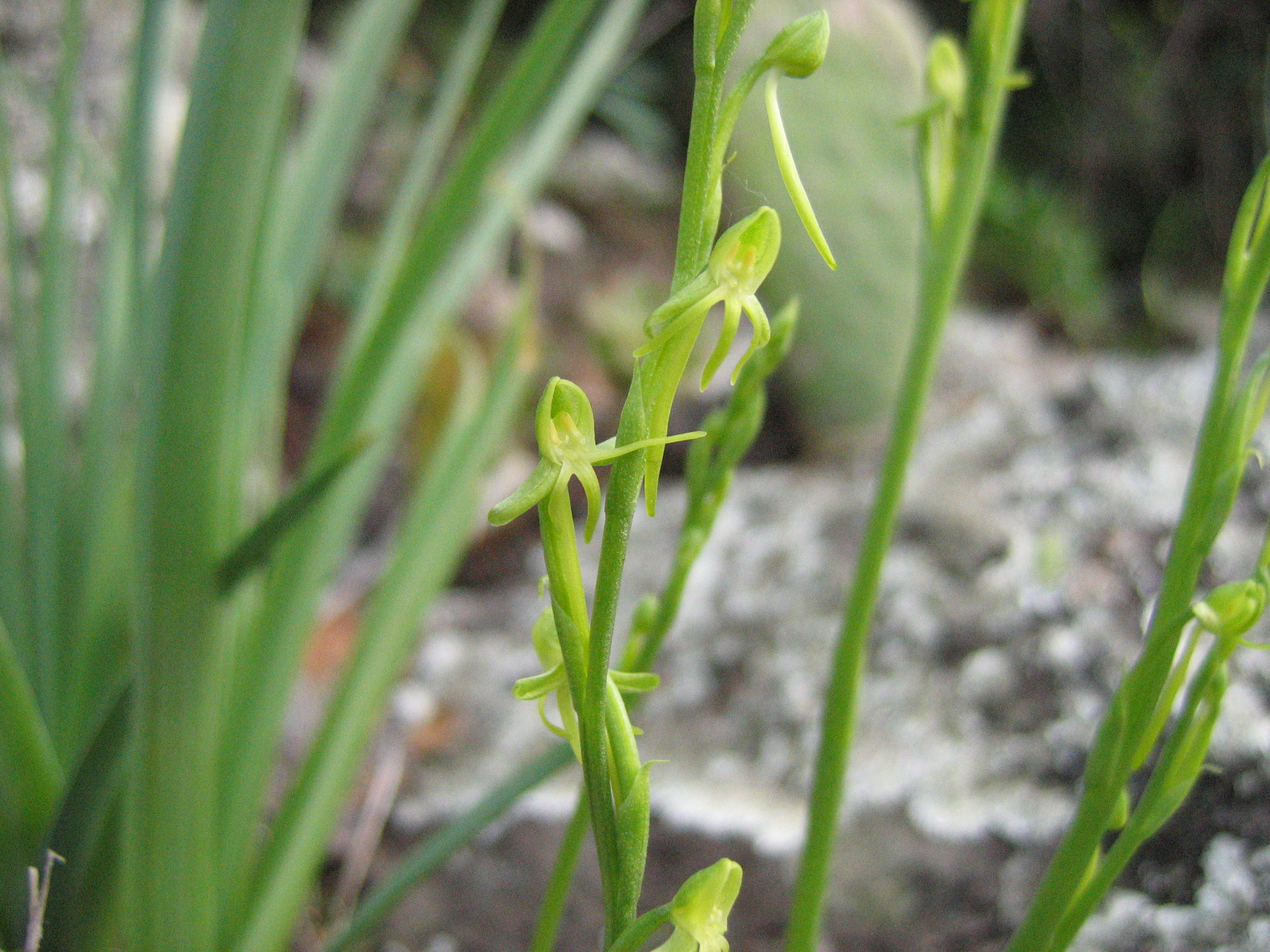
Habenaria tridactylites

... · 
H. dentata · 
H. medusa · 
H. mossii · 
H. radiata · 
H. rodocheila · 
H. tridactylites · 
...